# Sardanapal
Sardanapal − postać wzmiankowana w Historii perskiej greckiego historyka Ktezjasza, uważana przez niego za ostatniego króla Asyrii. Dzieło to wprawdzie zaginęło, ale opowieść o Sardanapalu zachowała się u Diodora Sycylijskiego (II 27), który opierał się na przekazie Ktezjasza. W przekazie tym Sardanapal przedstawiany jest jako zniewieściały i dekadencki władca, który swymi działaniami doprowadza do upadku państwa. 
Sardanapal jest najprawdopodobniej zniekształconą formą imienia Aszurbanipal, które nosił jeden z ostatnich władców Asyrii. Postać opisana przez Diodora w niczym nie przypomina jednak tego władcy, który był królem uczonym, sprawnym i odnoszącym zwycięstwa. Upadek Asyrii nastąpił dopiero po jego śmierci i przebiegał w inny sposób niż opisuje to Diodor. Wydaje się, że opowieść o Sardanapalu nie jest relacją historyczną, tylko przypowieścią ostrzegającą przed gnuśnością i hedonizmem.

## Opis w przekazie Diodora Sycylijskiego

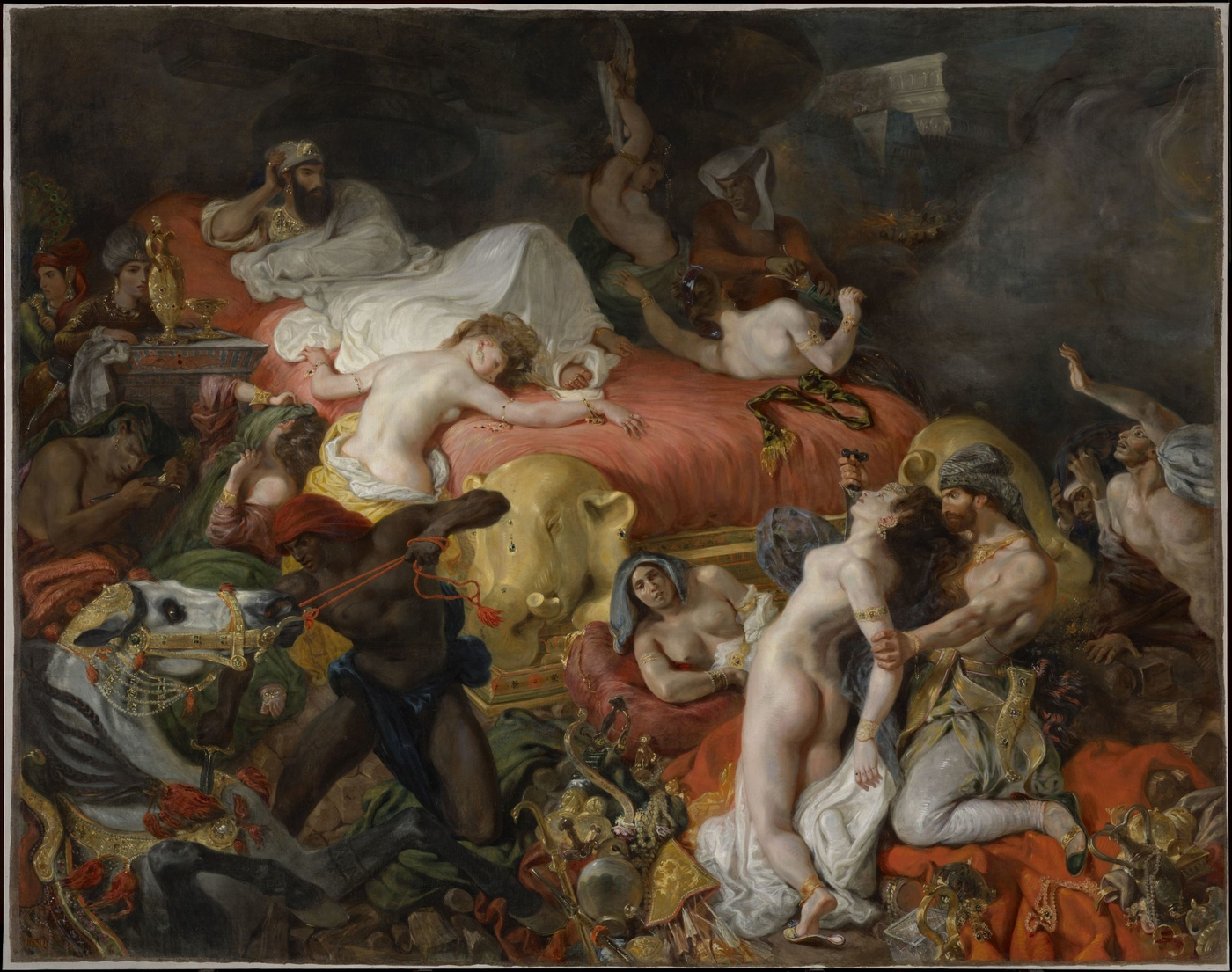
Eugène Delacroix, Śmierć Sardanapala, zbiory Luwru.

Diodor mówi, że Sardanapalus, syn Anakyndaraksesa, prześcignął wszystkich poprzednich władców w lenistwie i luksusie. Całe życie spędził na zaspokajaniu swych potrzeb. Ubierał się jak kobieta i nosił makijaż. Miał wiele konkubin, kobiet i mężczyzn. Napisał własne epitafium, w którym stwierdził, że zaspokajanie zmysłów jest jedynym celem życia. Jego styl życia wywołał niezadowolenie w imperium asyryjskim, co pozwoliło na rozwój spisku przeciwko niemu, którego przywódcą był Arbaces. Przymierze Medów, Persji i Babilończyków rzuciło wyzwanie Asyryjczykom. Sardanapalus zerwał się do działania i kilka razy rozbił rebeliantów w bitwie, ale nie zdołał ich zmiażdżyć. Wierząc, że pokonał buntowników, Sardanapalus powrócił do swojego dekadenckiego stylu życia, odprawiając ofiary i uroczystości religijne. Ale rebelianci zostali wzmocnieni przez nowe oddziały z Baktrii. Wojska Sardanapalusa były zaskoczone podczas świętowania i zostały rozgromione.
Sardanapalus powrócił do Niniwy, by bronić swojej stolicy, podczas gdy jego armia została postawiona pod dowództwem jego szwagra, który wkrótce został pokonany i zabity. Po wysłaniu swojej rodziny w bezpieczne miejsce, Sardanapalus przygotował się do obrony Niniwy. Udało mu się wytrzymać długie oblężenie, ale ostatecznie ulewne deszcze spowodowały, że Tygrys wylał, doprowadzając do zawalenia się jednego z murów obronnych. Aby uniknąć wpadnięcia w ręce swoich wrogów, Sardanapalus miał stworzony dla siebie stos pogrzebowy, na którym ułożone były "wszystkie jego złote, srebrne i królewskie stroje". W stosie uwięził także swoich eunuchów i konkubiny, którzy zginęli razem z nim w płomieniach.
Grecki pisarz Choerilus z Iasus skomponował epitafium na temat Sardanapala, które, jak twierdził, zostało przetłumaczone z języka chaldejskiego.

## Historyczna autentyczność
Nie ma króla o imieniu Sardanapal w Asyryjskiej Liście Królów. Fragmenty opowieści o Sardanapalu zdają się być w pewnym stopniu powiązane z wydarzeniami z późniejszych lat Imperium Asyryjskiego, jak konflikt między królem asyryjskim Aszurbanipalem a jego bratem Szamasz-szuma-ukinem, który kontrolował Babilon jako terytorium wasalne, w imieniu swojego brata. Domniemana śmierć Sardanapala w płomieniach jego pałacu jest bliższa jego bratu Szamasz-szuma-ukinowi, który został przesycony babilońskim nacjonalizmem i zawarł przymierze z Babilończykami, Chaldejczykami, Elamitami, Arabami i Sutejami przeciwko swojemu panu, próbując przenieść siedzibę ogromnego imperium z Niniwy do Babilonu.
Nie ma dowodów z Mezopotamii, że albo Aszurbanipal, albo Szamasz-szum-ukin prowadzili hedonistyczny styl życia, byli homoseksualistami lub transwestytami. Obaj wyglądali na silnych, zdyscyplinowanych, poważnych i ambitnych władców, a Aszurbanipal był piśmiennym i uczonym królem, zainteresowanym takimi dziedzinami jak matematyka, astronomia, astrologia, historia, zoologia i botanika.
Tym który był oblężony i pokonany, a jego sojusznicy zmiażdżeni, był Szamasz-szuma-ukin w Babilonie, a nie Aszurbanipal w Niniwie. Po porażce pierwszego z 648 r. p.n.e., inskrypcja Aszurbanipala odnotowuje, że "zmiażdżyli Szamasza-szum-ukina, wroga brata, który zaatakował mnie, w szalejącej pożodze".
Faktyczny upadek Niniwy miał miejsce w 612 r. p.n.e. po tym, jak Asyria została znacznie osłabiona przez serię wojen domowych między rywalizującymi pretendentami do tronu. Dawni poddani wykorzystali te wydarzenia i uwolnili się od jarzma asyryjskiego. Asyria została zaatakowana w 616 roku p.n.e. przez sprzymierzone siły Medów, Scytów, Babilończyków, Chaldejczyków, Persów, Kimerów i Elamitów. Niniwa została oblężona i zdobyta w 612 r. p.n.e. Syn Aszurbanipala, Sin-szarra-iszkun (trzeci z czterech królów rządzących po Asurbanipalu) rządził wówczas jako król Asyrii. Prawdopodobnie został zabity, broniąc swojego miasta podczas oblężenia, choć zapisy są fragmentaryczne. Aszur-uballit II zastąpił go jako ostatniego króla niezależnej Asyrii, rządząc z Harranu, ostatniej stolicy Asyrii do 605 r. p.n.e. Asyria przetrwała jako okupowana prowincja i geopolityczny podmiot, dopóki nie została rozwiązana przez Arabów po islamskim podboju Mezopotamii w VII wieku n.e. Obszar ten jest nadal zamieszkany przez chrześcijan mówiących językiem wschodnim aramejskim, którym posługuje się rdzenna ludność asyryjska.
E. J. Sweeney utożsamia Sardanapala z Aszur-da’’in-apla, synem Salmanasara III, który prowadził bunt przeciwko ojcu.